# 多来提巴格乡
多来提巴格乡，是中华人民共和国新疆维吾尔自治区喀什地区巴楚县下辖的一个乡镇级行政单位。

## 行政区划
多来提巴格乡下辖以下地区：
库木且克勒村、开外孜力克村、恰江村、吉格代力克巴格村、库如克铁热克村、喀拉库勒诺村、夏普吐勒村、阿亚克喀拉库勒村、托帕村、克其克托帕村、阿亚克诺村、硝迪盖托格拉克村、欧吐拉吾斯塘村、叶坎买里斯村、塔格吾斯塘村、玛依仓村、阿曼托格拉克村、色尔古努什村、欧格拉克其村、卡藏塔甫提村、良种繁育场村和多来提巴格牧场村。